# INSAT-2E
O INSAT-2E (também conhecido por Intelsat APR-2) foi um satélite de comunicação e meteorológico geoestacionário indiano que esteve localizado na posição orbital de 83 graus de longitude leste, ele foi construído e também era operado pela Organização Indiana de Pesquisa Espacial (ISRO). O satélite foi baseado na plataforma Insat-2/-3 Bus e sua vida útil estimada era de 12 anos. O INSAT-2E saiu de serviço em abril de 2012.

## Lançamento
O satélite foi lançado com sucesso ao espaço no dia 2 de abril de 1999, às 22:03 UTC, por meio de um veículo Ariane 42P a partir do Centro Espacial de Kourou, na Guiana Francesa. Ele tinha uma massa de lançamento de 2.550 kg.

## Capacidade e cobertura
O INSAT-2E era equipado com 6 transponders em banda C e 30 em banda Ku para fornecer serviços de  radiodifusão, de negócios, para de transmissão direta de televisão para as residências, telecomunicações, redes VSAT;fazendo cobertura da região Ásia, Oceano Pacífico e Austrália.
Alguns de seus transponders foram  alugados para a Intelsat, e que eram operados sob o nome de Intelsat APR-2.
Ele também levava dois instrumentos meteorológicos e uma câmera CCD capaz de retornar imagens com uma resolução de um quilômetro.